# Іоанна Бургундська (королева Франції)
Іоа́нна Бургу́ндська або Іоанна Кульгава (фр. Jeanne de Boiteuse); (1293 — 12 вересня 1348, Париж) — королева Франції, дочка Роберта II, герцога Бургундії і Агнеси Французької, дочки короля Франції Людовіка IX Святого. Дружина Філіпа VI Валуа.

## Біографія

### Дитинство
Іоанна народилася 1293 року. Вона була п'ятою дитиною і четвертою дочкою в сім'ї герцога Бургундського Роберта ІІ і його дружини Агнеси Французької.

### Заручини
У 1302 році Іоанна була заручена з Філіпом Тарентським, сином Карла II, короля Неаполя. Однак у 1313 році вийшла заміж за Філіпа Валуа, майбутнього короля Франції Філіпа VI.

## Королева Франції
Іоанна стала королевою-консортом Франції з 1328 року. Вона була однією з перших дружин французького короля, якій було довірено управління державою. Філіп VI присвоїв Іоанні повноваження управительки в серпні 1338 року. Розумна і рішуча, Іоанна виявилася здатною правителькою на час відсутності чоловіка, що брав участь в битвах з Едуардом ІІІ Англійським, претендентом на корону Франції.
За дорученням короля від 17 січня 1346 року Іоанна Бургундська займалася питаннями оподаткування на поточний рік. Вона використовувала свою владу для вишукування коштів на ведення військової кампанії проти англійців. 
Однак Іоанна Бургундська користувалася поганою репутацією: в народі їй дали прізвисько «la male royne boiteuse» («Королева чоловічої статі») через її непривабливу зовнішність, і можливо, впливу, що чиниться нею на слабохарактерного короля. Жан Фруассар, П'єр Кошон і автор Хроніки чотирьох перших Валуа описували Іоанну Бургундскую як відплатну особу із поганою вдачею і несправедливо покладали на неї відповідальність за поразку Філіпа VI в Кале. Її звинувачували також у замаху на життя декількох нормандських вельмож, які суперничали з бургундської партією при французькому дворі.
Іоанна Бургундська померла в Парижі в Нельському отелі 12 вересня 1348 року від чуми, пандемія якої Чорна смерть у той час охопила Європу. Похована в абатстві Сен-Дені.
З ім'ям Іоанни Бургундської пов'язана легенда про королеву, хитрістю і грошима з допомогою слуг заманювала молодих людей і після ночі кохання наказувала вбивати їх. По Парижу поповзли чутки. Чоловік Філіп Валуа був змушений відвезти Іоанну з Нельского палацу в один з бургундських замків. Вельми непривабливий портрет королеви Іоанни намалював і М. Дрюон у серії історичних романів «Прокляті королі».

## Родина
Чоловік — Філіпп VI (1293—1350), король Франції. Його вступ на трон Франції спричинив початок Столітньої війни в 1337 році.
Діти:
- Філіпп (1315— ?) — помер в дитинстві.
- Іоанна (1317— ?) — померла в дитинстві.
- Іоанн (1319—1364) — король Франції (з 22 серпня 1350). На його правління припали основні битви Столітньої війни, зокрема Битва при Пуатьє (1356) під час якої Іоанн потрапив в полон.
- Марія (1326—1333) — дружина Іоанна (герцога Лімбургу) з 1332. Цей союз допоміг вислати Роберта III (графа Бомон-ле-Роже), який був виграний з Франції та переховувався в Брюсселі в 1331. Померла в дитинстві.
- Людовик (1329) — народився в Венсенському замку, помер відразу після народження.
- Людовик (1330) — помер немовлям.
- Іоанн (1333) — народився та помер в Пуассі.
- Син (1335) — народився мертвим.
- Філіпп (1336—1375) — 1-й герцог Орлеанський (з 1344); граф Туренський (з 1346 по 1360) та Валуа (з 1344). Був одружений з Бланкою, єдиною живою дочкою Карла IV (короля Франції) та останньою представницею прямих Капетингів. Мав двох позашлюбних синів.
- Іоанна (1337) — народилась та померла в Венсенському замку.
- син (1343) — мало відомостей про цю дитину.